# Fabrizio De André (Profili musicali)
Fabrizio De André (1982) è uno degli album antologici che riguardano i periodi Bluebell, Produttori Associati e Ricordi di Fabrizio De André. L'album è stato pubblicato dalla casa discografica Ricordi all'interno della collana Profili Musicali.

## Tracce
1. Bocca di rosa (F. De André) - 3'08
2. Il pescatore (F. De André) - 2'20
3. La canzone di Marinella (F. De André) - 3'20
4. Andrea (F. De André - M. Bubola) - 5'31
5. La città vecchia (F. De André) - 3'23
6. La canzone dell'amore perduto (F. De André) - 3'21
7. La guerra di Piero (F. De André) - 3'04
8. La cattiva strada (F. De André - F. De Gregori) - 4'33